# Kanton Saint-Paul-des-Landes
Der Kanton Saint-Paul-des-Landes ist ein französischer Wahlkreis im Département Cantal und in der Region Auvergne-Rhône-Alpes. Er umfasst 22 Gemeinden im Arrondissement Aurillac.

## Geschichte
Der Kanton wurde am 22. März 2015 im Rahmen der landesweiten Neugliederung der Kantone neu geschaffen.

## Gemeinden
Der Kanton besteht aus 22 Gemeinden mit insgesamt 8616 Einwohnern (Stand: 1. Januar 2022) auf einer Gesamtfläche von 444,65 km²:
| Gemeinde                     | Einwohner 1. Januar 2022 | Fläche km² | Dichte Einw./km² | Code INSEE | Postleitzahl |
| ---------------------------- | ------------------------ | ---------- | ---------------- | ---------- | ------------ |
| Arnac                        | 178                      | 20,15      | 9                | 15011      | 15150        |
| Ayrens                       | 618                      | 25,50      | 24               | 15016      | 15250        |
| Cayrols                      | 297                      | 9,22       | 32               | 15030      | 15290        |
| Cros-de-Montvert             | 192                      | 29,28      | 7                | 15057      | 15150        |
| Glénat                       | 174                      | 24,27      | 7                | 15076      | 15150        |
| Lacapelle-Viescamp           | 520                      | 15,62      | 33               | 15088      | 15150        |
| Laroquebrou                  | 791                      | 17,15      | 46               | 15094      | 15150        |
| La Ségalassière              | 123                      | 6,57       | 19               | 15224      | 15290        |
| Le Rouget-Pers               | 1.288                    | 24,28      | 53               | 15268      | 15290        |
| Montvert                     | 113                      | 11,37      | 10               | 15135      | 15150        |
| Nieudan                      | 106                      | 12,40      | 9                | 15143      | 15150        |
| Omps                         | 318                      | 12,62      | 25               | 15144      | 15290        |
| Parlan                       | 470                      | 24,12      | 19               | 15147      | 15290        |
| Rouffiac                     | 188                      | 23,12      | 8                | 15165      | 15150        |
| Roumégoux                    | 329                      | 13,29      | 25               | 15166      | 15290        |
| Saint-Étienne-Cantalès       | 124                      | 11,21      | 11               | 15182      | 15150        |
| Saint-Gérons                 | 229                      | 16,68      | 14               | 15189      | 15150        |
| Saint-Paul-des-Landes        | 1.538                    | 19,00      | 81               | 15204      | 15250        |
| Saint-Santin-Cantalès        | 285                      | 34,28      | 8                | 15211      | 15150        |
| Saint-Saury                  | 178                      | 30,11      | 6                | 15214      | 15290        |
| Saint-Victor                 | 96                       | 13,53      | 7                | 15217      | 15150        |
| Siran                        | 461                      | 50,88      | 9                | 15228      | 15150        |
| Kanton Saint-Paul-des-Landes | 8.616                    | 444,65     | 19               | 1513       | –            |

## Veränderungen im Gemeindebestand seit der landesweiten Neuordnung der Kantone
2016: Fusion Le Rouget und Pers → Le Rouget-Pers

## Politik
| Vertreter im Departementrat | Vertreter im Departementrat    | Vertreter im Departementrat |
| Amtszeit                    | Namen                          | Partei                      |
| --------------------------- | ------------------------------ | --------------------------- |
| 2015–                       | Patricia Benito Michel Cabanes | DVG                         |